# NATO Assault Course
NATO Assault Course (ook wel N.A.T.O. Assault Course) is een computerspel dat werd ontwikkeld en uitgegeven door CRL Group. Het spel kwam in 1988 uit voor de Commodore 64 en de ZX Spectrum. Het spel kan met een of twee spelers gespeeld worden. In het spel kan gekozen worden tussen vier karakters te weten: hitman, ninja, flame en tommo. De eerste die het parcours haalt is de winnaar. Om het einde te halen moeten verschillende wapens gebruikt worden en obstakels overkomen worden. Het spel bevat ook een editor waarmee eigen parcoursen gemaakt kunnen worden. Het spel is Engelstalig.

## Platform
- Commodore 64 (1988)
- ZX Spectrum (1988)

## Ontvangst
C64
- Zzap!64: 30%
- C+VG: 11%
- Commodore User: 20%